# 费德里科·加西亚·莫利内尔
费德里科·加西亚·莫利内尔（西班牙語：Federico García Moliner，1930年3月4日—）是西班牙物理学家。

## 经历
他中学毕业于卡斯特利翁-德拉普拉纳的一所高中，本科就读于马德里康普顿斯大学物理专业，之后在剑桥大学和康普顿斯大学深造并获得博士学位。他的博士后阶段在西班牙国家研究委员会进行物理学研究，并在多所大学执教。
1992年，他因对固体物理学的贡献而被授予阿斯图里亚斯亲王奖。他目前在海梅一世大学担任物理教授，主要研究量子力学和半导体异质结。